# Humboldt-Universität zu Berlin

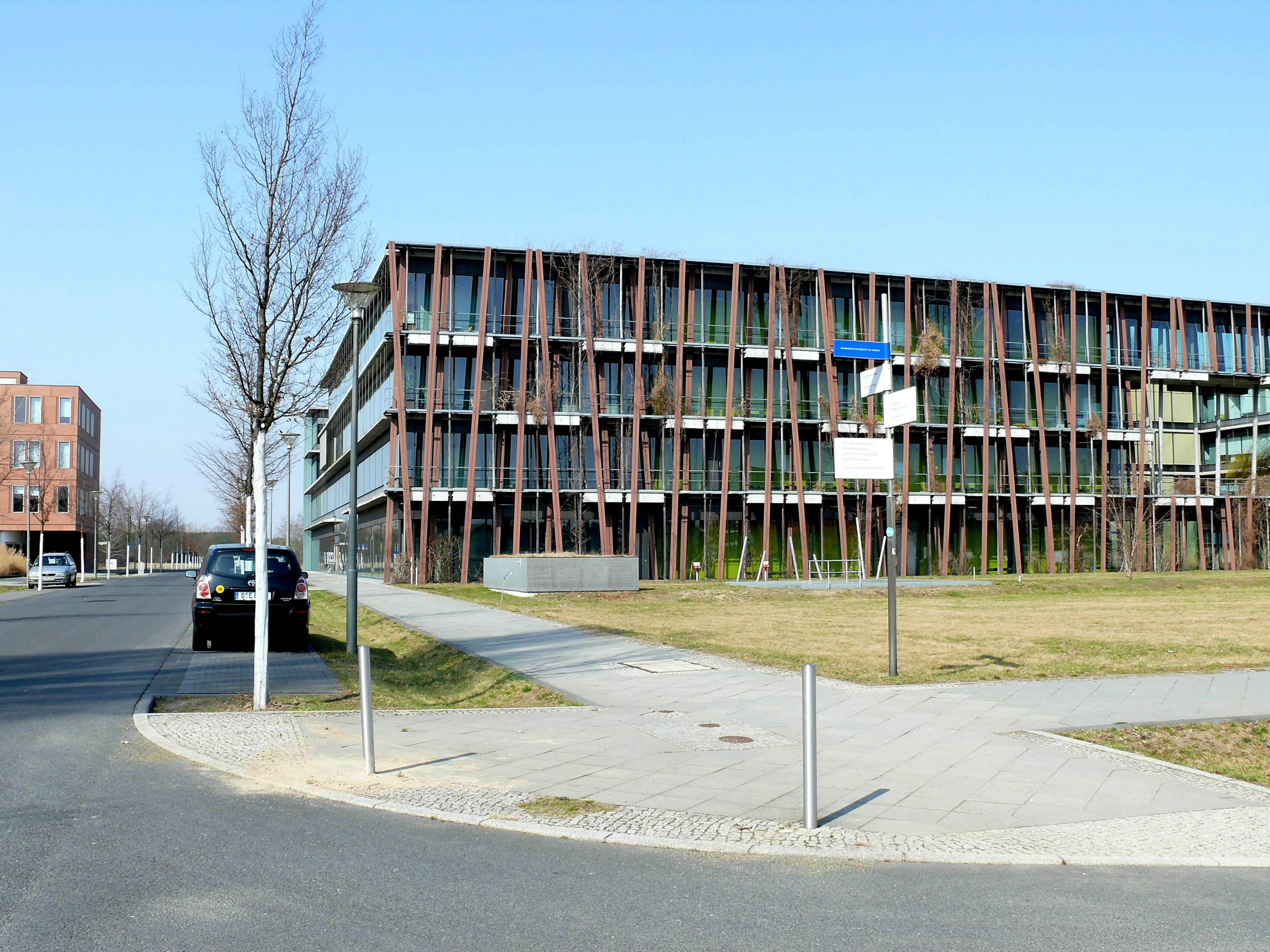
Campus Adlershof

Humboldt-Universität zu Berlin (förkortas HU Berlin), på svenska även Humboldtuniversitetet, är Berlins äldsta och näst största universitet.  
Universitetet grundades 1810 som Universität zu Berlin genom beslut av kung Fredrik Vilhelm III av Preussen på initiativ av Wilhelm von Humboldt, vars universitetsmodell kan sägas vara grunden för det moderna forskningsuniversitetet. Under perioden 1828–1945 bar universitetet namnet Friedrich-Wilhelms-Universität zu Berlin, efter sin kunglige grundare. Efter andra världskriget låg universitetet i Östberlin och kallades till en början enbart Universität Berlin.  1948 splittrades universitetet till följd av ideologiska konflikter mellan väst och öst i det ockuperade Berlin, och många lärare och studenter lämnade universitetet för att istället grunda Freie Universität Berlin. Den östtyska kvarvarande delen av universitetet kom 1949 att uppkallas efter Wilhelm von Humboldt och hans bror, naturforskaren Alexander von Humboldt. Bådas porträtt finns idag i universitetets sigill.
Efter Tysklands återförening kom universitetets tidigare kommunistiska ideologiska dominans att reformeras genom omfattande uppsägningar inom lärarkåren och avskaffandet av obligatoriska ideologiska inslag. Idag har universitet drygt 32 000 studenter vid de 9 fakulteterna som befinner sig i de egna lokalerna i stadsdelarna Mitte och Adlershof i Berlin. Förutom dessa tillkommer drygt 5000 av de de omkring 7000 studenterna vid den elfte fakulteten vid universitetssjukhuset Charité, som drivs gemensamt med Freie Universität Berlin.
Huvudbyggnaden är inrymd i det efter kriget rekonstruerade Palais des Prinzen Heinrich på Berlins paradgata Unter den Linden i stadsdelen Mitte, där universitetets huvudcampus också befinner sig. Universitetet har även ett modernt campus i förorten Adlershof sydost om Berlins centrum.
I juni 2012 utsågs Humboldtuniversitetet genom det så kallade Exzellenzinitiative officiellt till ett av Tysklands elva elituniversitet för särskilda forskningssatsningar.

## Historia

### 1800-talet

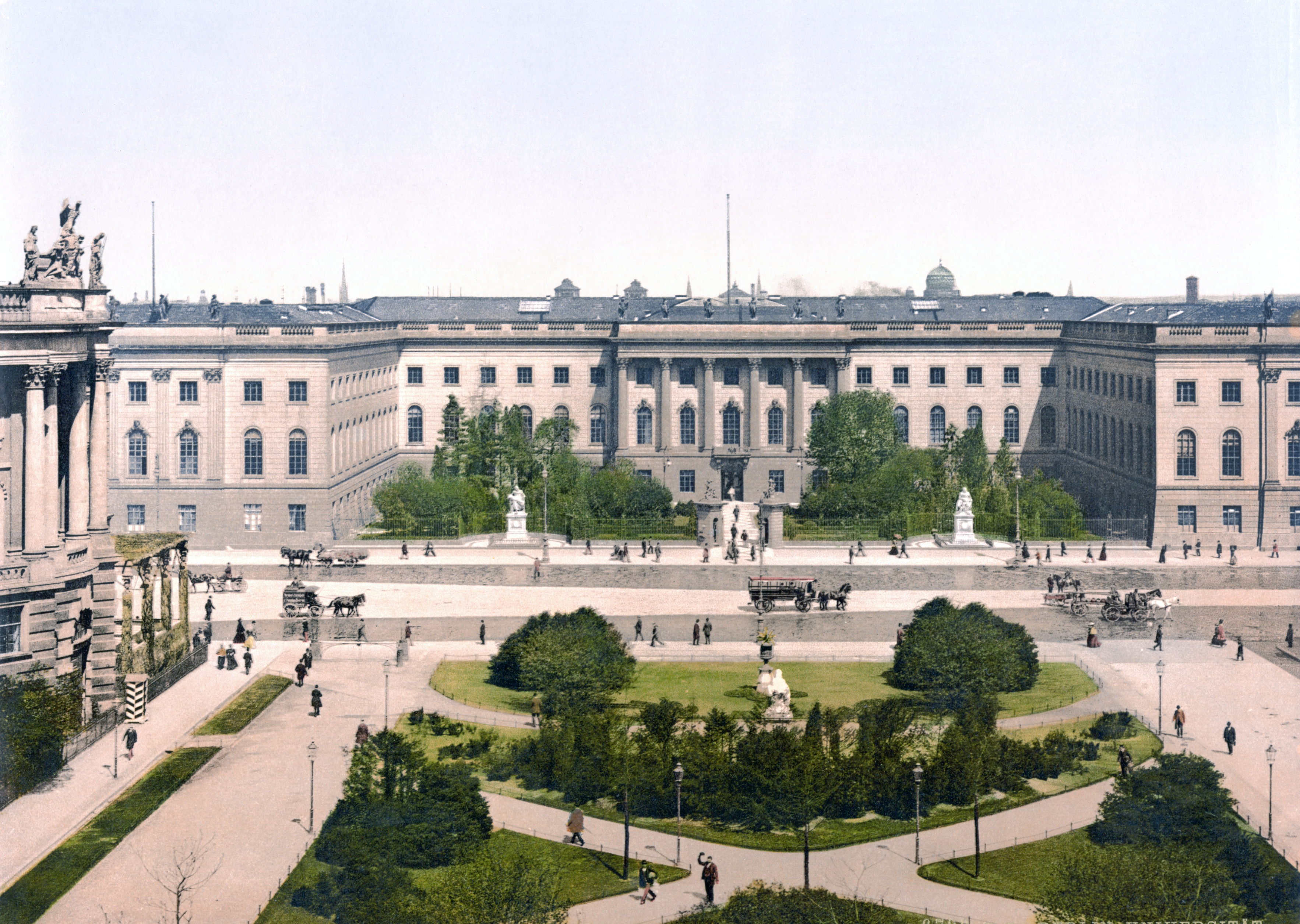
Humboldt-Universität på Unter den Linden vid början av 1900-talet

Universitetet grundades 16 augusti 1809 på initiativ av den liberale preussiska utbildningsreformatören Wilhelm von Humboldt och började sin verksamhet 1810 som Berliner Universität (Alma Mater Berolinensis). Det ersatte då framförallt det äldre Viadrinauniversitetet i Frankfurt an der Oder, som efter Berlinuniversitetets grundande lades ned. 1828-1946 bar universitetet namnet Friedrich-Wilhelms-Universität till ära av grundaren Fredrik Vilhelm III. Först 1949 tog man dagens namn, Humboldt-Universität, efter grundaren Wilhelm von Humboldt och hans bror, naturvetaren och upptäcktsresanden Alexander von Humboldt. 
Vid grundandet 1810 hade universitetet under den första terminen 256 studenter och 52 lärare. Ämnen delades upp på fakulteterna juridik, medicin, filosofi och teologi. Naturvetenskapen låg då under den filosofiska fakulteten. Den första rektorn var juristen Theodor Schmalz. Impulser till grundandet kom från betydelsefulla vetenskapsmän, framförallt filosofen Johann Gottlieb Fichte och teologen Friedrich Daniel Ernst Schleiermacher.
Wilhelm von Humboldt fortsatte utveckla universitetet efter Schleiermachers reformidéer. Humboldt var från 1809 sektionschef för kultur och utbildning på inrikesministeriet och hans högsta mål var att införa ett nytt utbildningssystem i Preussen. Hans koncept bestod bland annat av en nära förbindelse mellan forskning och lärande och fri vetenskap. Bland de första professorerna fanns August Böckh (filologi), Albrecht Daniel Thaer (jordbruk), Karl Friedrich von Savigny (juridik), Christoph Wilhelm Hufeland (medicin) och Carl Ritter (geografi). 
Universitetet inrymdes i Palais des Prinzen Heinrich på Unter den Linden, ursprungligen uppfört som residens för prins Henrik av Preussen som avlidit 1802. 1913-1920 byggdes byggnaden ut och är fortfarande idag huvudbyggnad för universitetet.
Bredvid den starka förankringen i traditionella ämnen utvecklades universitetet till en föregångare inom ett antal nya naturvetenskapliga discipliner. Detta skedde inte minst genom Alexander von Humboldt. Under andra hälften av 1800-talet började byggandet av moderna forsknings- och lärinrättningarna. Berömda forskare som kemisten August Wilhelm von Hofmann, fysikern Hermann von Helmholtz, matematikern Ernst Eduard Kummer, Leopold Kronecker, Karl Weierstrass, medicinarna Johannes Peter Müller, Albrecht von Graefe, Rudolf Virchow och Robert Koch bidrog till att universitetet fick internationellt renommé. Universitetet byggdes ut genom att man införlivande andra inrättningar som redan fanns i universitetsorganisationen. Ett exempel är sjukhuset Charité som universitetets medicinska fakultet flyttade till 1829.

### Universitetet under Nazityskland 1933-1945
I samband med NSDAP:s maktövertagande 1933 avskedades 280 lärare, omkring en tredjedel av alla lärare, från universitetet, de flesta av antisemitiska skäl.  Att vissa av universitetets studenter och lärare deltog i bokbålet på torget Bebelplatz framför universitetet ses idag som en skamfläck i universitetets akademiska historia, och en mindre grupp studenter lämnade universitetet i protest mot nazisternas ledning av universitetet.  Motståndsaktiviteter förekom dock endast i mycket begränsad omfattning.  Många av universitetets lokaler skadades svårt vid bombanfall under andra världskriget.
Efter kriget avskedades alla anställda med anknytning till nazistpartiet NSDAP, som en del av avnazifieringen av Tyskland.

### Universitetets delning 1948 och DDR-tiden

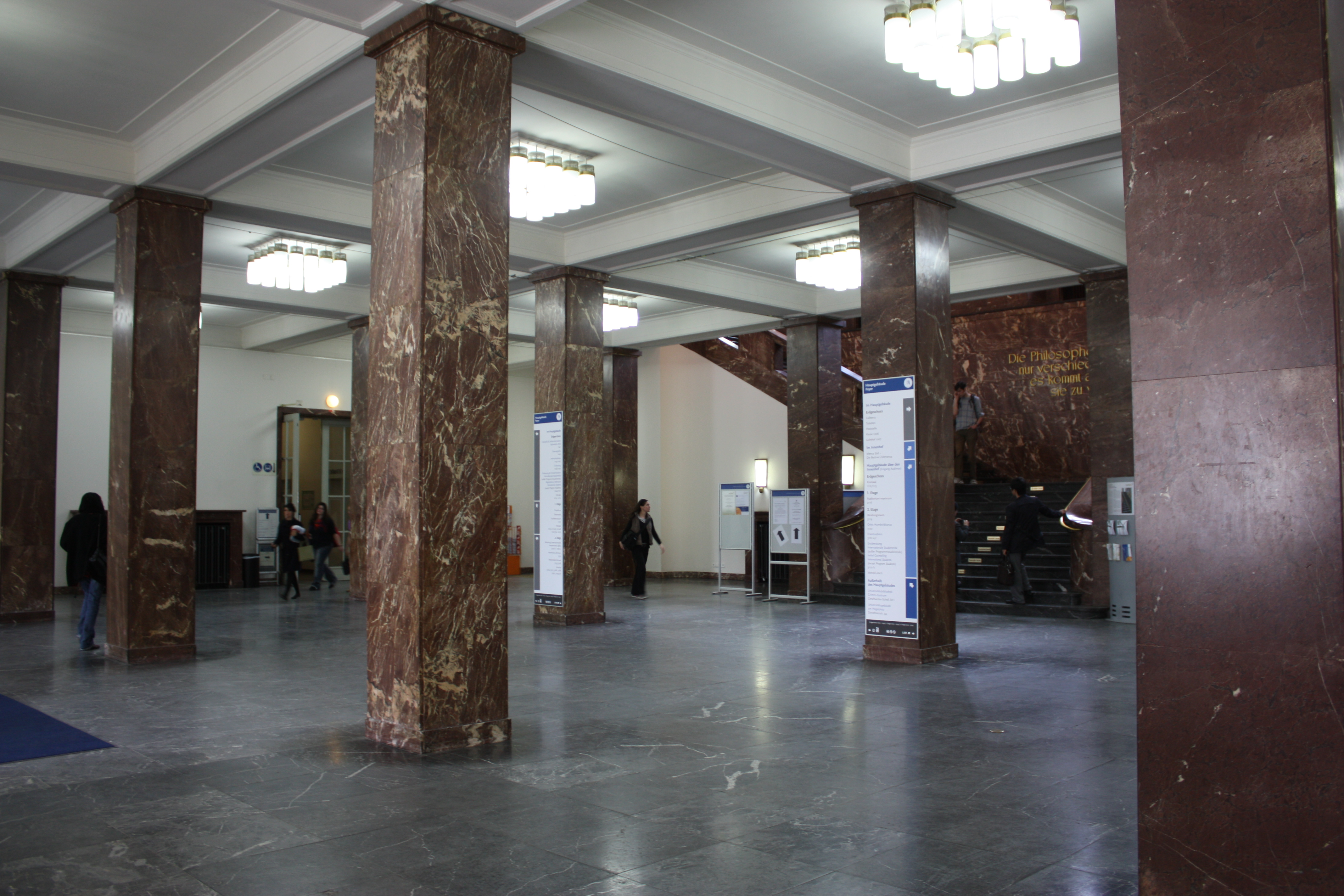
Huvudbyggnadens vestibul har väggar i rödaktig marmor och gavs sin nuvarande utformning under den östtyska epoken.

I samband med Tysklands delning kom universitetet att befinna sig i den sovjetiska ockupationssektorn i Östberlin.  Undervisningen började åter i januari 1946, nu underställd den sovjetiska militärförvaltningen av Östberlin.  Fram till 1948 kom universitetet gradvis att anpassas till officiell sovjetisk doktrin, och ideologiska föreläsningar organiserade av kommunistpartiet SED gjordes till en obligatorisk del av undervisningen.  Studentprotester under åren 1946-1948 ledde till att flera studenter tillhörande CDU och Junge Union dömdes till långa fängelsestraff i arbetsläger, och enstaka medlemmar av proteströrelsen avrättades i Sovjetunionen.  Som en reaktion på dessa händelser och SED-ledningens vägran att anta studenter som ansågs politiskt oppositionella, grundades på studentoppositionens begäran Freie Universität Berlin 1948, med understöd av Västberlins regerande borgmästare Ernst Reuter och den amerikanska ockupationsmakten.  Freie Universität förlade sin verksamhet till förorten Dahlem i Västberlin.  Samma år inleddes Berlinblockaden och förbindelserna mellan Östberlin och Västberlin skars av.
Universitetet fick 1949 sitt nuvarande namn, Humboldt-Universität zu Berlin.  Delningen av Berlin kom att leda till en permanent splittring av Humboldtuniversitetet och Freie Universität, även efter Berlinmurens fall och återföreningen 1990.  Under 1970- och 1980-talen var Humboldtuniversitetet DDR:s största och viktigaste universitet med ett stort internationellt utbyte, framförallt inom östblocket men även med USA och Japan.

### Universitetet i det återförenade Tyskland
Sedan 1990 är Humboldtuniversitetet ett statligt universitet i det återförenade Tyskland.  De första åren efter återföreningen ledde till kraftiga omstruktureringar i fråga om ämnesinriktningar och politisk styrning, så att omkring 3000 anställda lämnade universitetet genom pensioneringar, frivilliga avgångar eller uppsägningar, men stora delar av personalstyrkan behölls från DDR-epoken.  
Universitetet expanderade kraftigt under 1990-talet, med ett nytt naturvetenskapligt campus i Adlershof, och räknas idag till de största och bäst renommerade universiteten i Tyskland.  År 2009 knoppades Museum für Naturkunde, som dittills drivits i universitetets regi, av från universitetet.
Sedan juni 2012 är universitetet ett av Tysklands elva nationella elitforskningsuniversitet genom  Exzellenzinitiative.  Humboldtuniversitetet rankades 2012 som nummer 99 i världen på Times Higher Educations rankinglista, och var därmed enligt denna lista det fjärde bästa tyska universitetet.

## Berömda studenter och/eller fakultetsmedlemmar
Bland universitetets forskare märks många personer som spelat en stor roll för naturvetenskapens utveckling under 1800-talet och 1900-talet, som exempelvis Albert Einstein, Werner Heisenberg, Erwin Schrödinger, Max Planck, Lise Meitner, Otto Hahn, Ernst Mayr och Robert Koch.  Universitetets starka internationella ställning inom naturvetenskaplig forskning fram till 1930-talet resulterade i många Nobelpris under den första halvan av 1900-talet.  Sammanlagt har universitetet haft 29 nobelpristagare (2012).
Bland personer som spelat en stor roll för samhällsutvecklingen och debatten i Tyskland och världen märks bland andra Otto von Bismarck, Karl Marx, Friedrich Engels, Arthur Schopenhauer, Friedrich Hegel, Robert Schuman och Franz Mehring.  Till kända författare som studerat och verkat vid universitetet hör Heinrich Heine, bröderna Grimm, Theodor Mommsen och Kurt Tucholsky, samt artisten Wolf Biermann.
Se även Kategori:Personer verksamma vid Humboldt-Universität zu Berlin.

### A-E

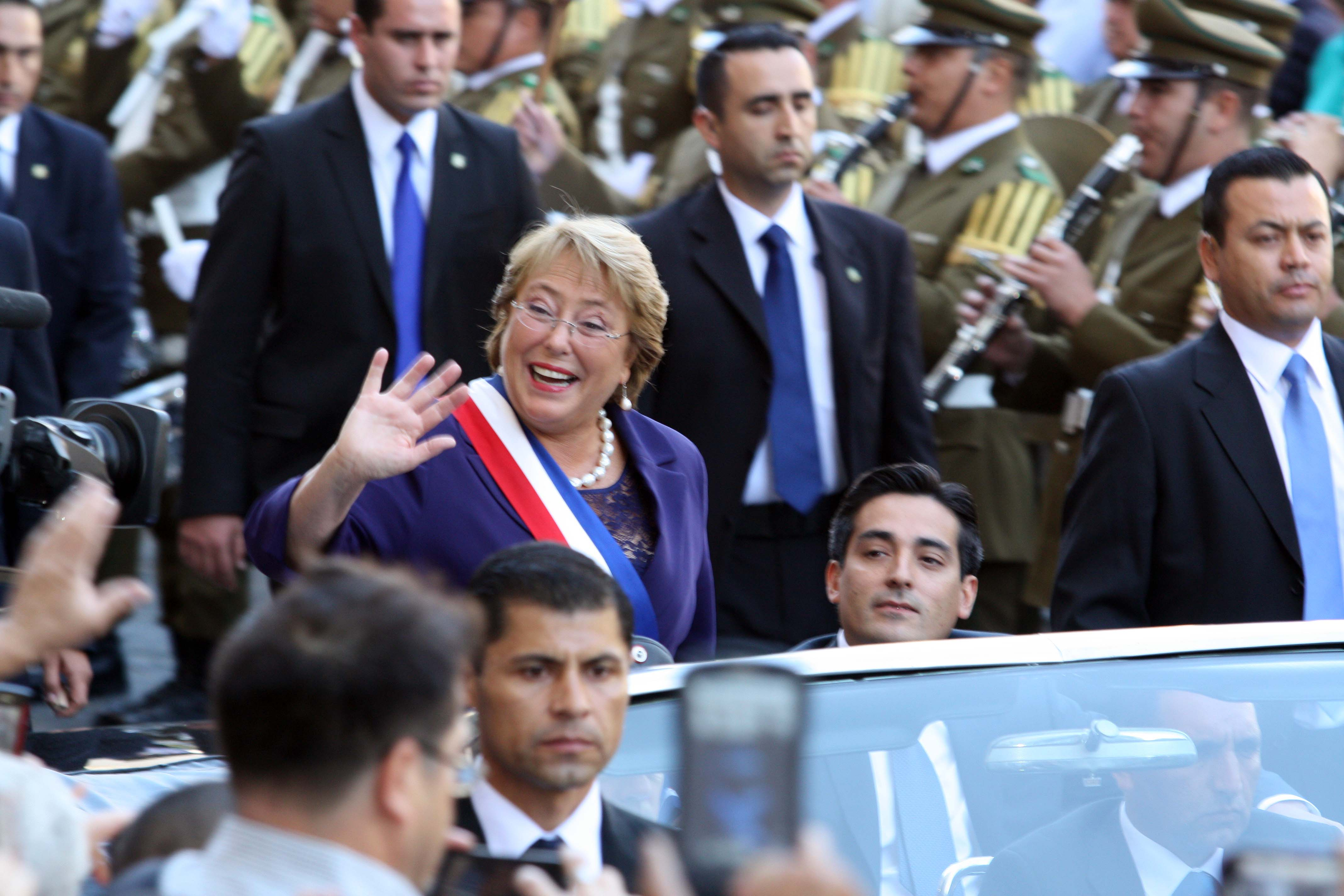
Michelle Bachelet, Chiles president.

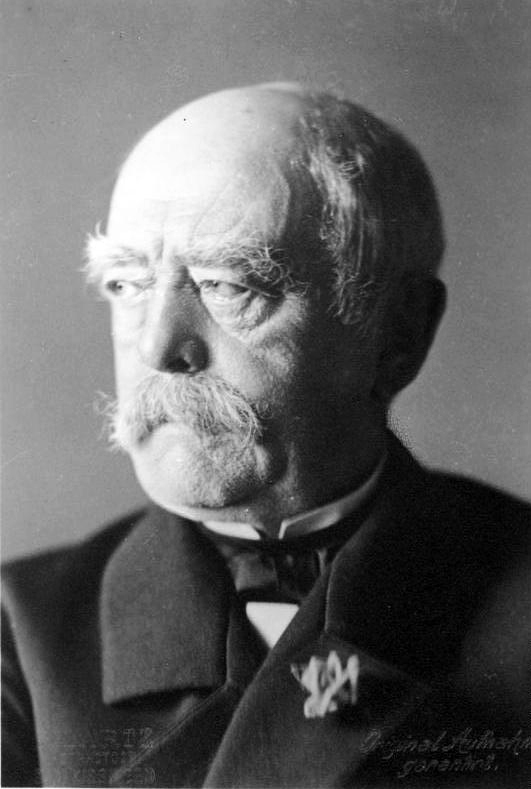
Otto von Bismarck

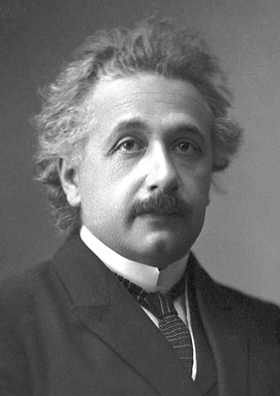
Albert Einstein

- Paul Friedrich Ascherson (1834–1913), botaniker.
- Michelle Bachelet (född 1951), Chiles president 2006–2010 och 2014–2018.
- Adolf von Baeyer (1835–1917), kemist och nobelpristagare.
- Bruno Bauer (1809–1882), filosof.
- Jurek Becker (1937–1997), författare.
- Emil von Behring, (1854–1917), bakteriolog och nobelpristagare.
- Wolf Biermann (född 1936), sångare och författare.
- Lothar Bisky (1941–2013), partiordförande för Die Linke.
- Otto von Bismarck (1815–1898), hertig och statsman, Tysklands rikskansler 1871–1890.
- Werner Michael Blumenthal (född 1926), museichef och politiker, USA:s finansminister 1977–1979.
- Dietrich Bonhoeffer (1906–1945), teolog och motståndskämpe under Nazityskland.
- Max Born (1882–1970), matematiker och kvantfysiker, och nobelpristagare.
- Walther Bothe (1891–1957), kärnfysiker och nobelpristagare.
- Wernher von Braun (1912–1977), raketforskare.
- Eduard Buchner (1860–1917), kemist och nobelpristagare.
- Adolf Butenandt (1903–1995), biokemist och nobelpristagare.
- Ernst Cassirer (1874–1945), filosof.
- Adelbert von Chamisso (1781–1838), naturvetare och författare.
- Emmanuelle Charpentier (född 1968), molekylärbiolog
- Christo, Christo Vladimirov Javacheff (född 1935), konstnär och hedersdoktor vid HU.
- Peter Debye (1884–1966), fysiker och kemist, nobelpristagare.
- Otto Diels (1876–1954), kemist och nobelpristagare.
- Wilhelm Dilthey (1833–1911), psykolog och filosof.
- Johann Peter Gustav Lejeune Dirichlet (1805–1859), matematiker.
- Ernst Theodor Echtermeyer (1805–1844), literaturhistoriker och konstvetare.
- Christian Gottfried Ehrenberg (1795–1876), mikrobiolog och geolog.
- Paul Ehrlich (1854–1915), medicinprofessor och nobelpristagare.
- Albert Einstein (1879–1955), teoretisk fysiker och nobelpristagare.
- Gotthold Eisenstein (1823–1852), matematiker.
- Friedrich Engels (1820–1895), filosof och historiker, medförfattare till det kommunistiska manifestet.
- Adolf Erman (1854–1937), egyptolog.

### F-J

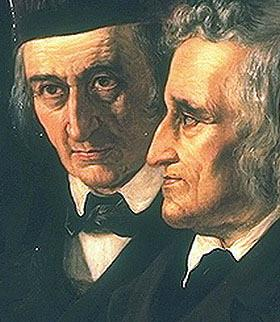
Jacob och Wilhelm Grimm

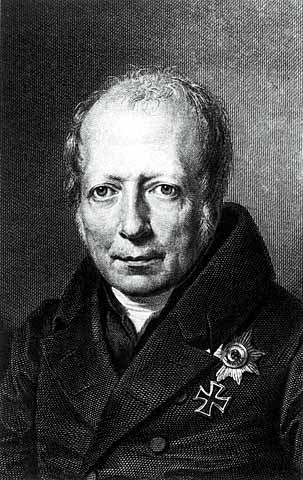
Wilhelm von Humboldt

- Julius Faucher (1820-1878), liberal tidningsredaktör.
- Ludwig Feuerbach (1804-1872), filosof och antropolog.
- Johann Gottlieb Fichte (1762-1814), pedagog och filosof.
- Hermann Emil Fischer (1852-1919), organkemist och nobelpristagare.
- Werner Forssmann (1904-1979), läkare och nobelpristagare.
- James Franck (1882-1964), fysiker och nobelpristagare.
- Eduard Gans (omkr. 1798-1839), jurist, rättsfilosof och historiker.
- Jacob Grimm (1785-1863), litteraturvetare och jurist.
- Wilhelm Grimm (1786-1859), literaturvetare och sagoupptecknare.
- Gregor Gysi (född 1948), advokat och politiker för Die Linke.
- Fritz Haber (1868-1934), kemist och nobelpristagare.
- Otto Hahn (1879-1968), kärnkemist och nobelpristagare.
- Adolf von Harnack (1851-1930), teolog och kyrkohistoriker.
- Sven Hedin (1865-1952), svensk forskningsresande och författare.
- August Wilhelm Heffter (1796-1880), jurist.
- Friedrich Hegel (1770-1831), filosof.
- Heinrich Heine (1797-1856), författare och journalist.
- Werner Heisenberg (1901-1976), fysiker och nobelpristagare.
- Hermann von Helmholtz (1821-1894), fysiker och fysiolog.
- Gustav Hertz (1887-1975), fysiker och nobelpristagare.
- Heinrich Hertz (1857-1894), fysiker.
- Theodor Heuss (1884-1963), Tysklands förbundspresident 1949-1959.
- August Wilhelm von Hofmann (1818-1892), kemist.
- Jacobus Henricus van ’t Hoff (1852-1911), kemist och nobelpristagare.
- Christoph Wilhelm Hufeland (1762-1836), läkare.
- Alexander von Humboldt (1769-1859), naturvetare och forskningsresande.
- Wilhelm von Humboldt (1767-1835), statsvetare, universitetets grundare.
- Heinrich Eduard Jacob (1889-1967), författare.

### K-R

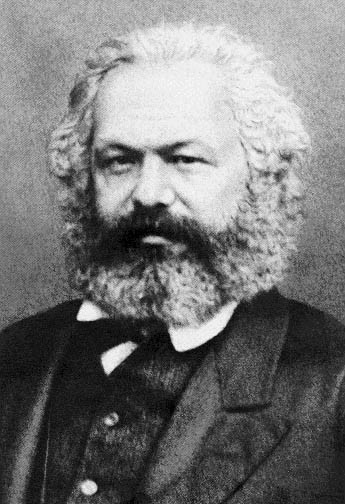
Karl Marx

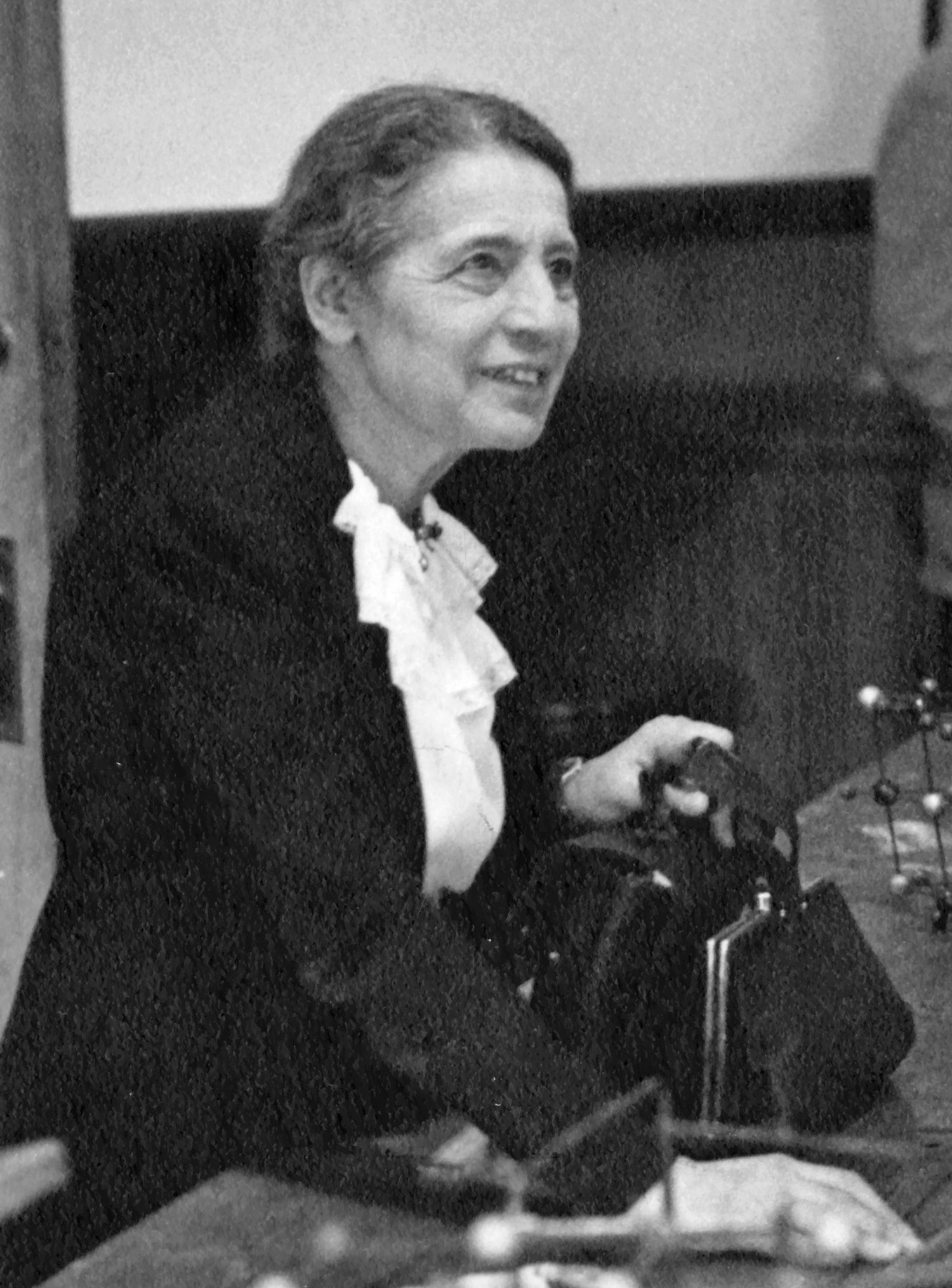
Lise Meitner

- George F. Kennan (1904-2005), amerikansk historiker och diplomat.
- Robert Koch (1843-1910), läkare och mikrobiolog, nobelpristagare.
- Josef Kohler (1849-1919), jurist.
- Albrecht Kossel (1853-1957), läkare och fysiolog, nobelpristagare.
- Leopold Kronecker (1823-1891), matematiker.
- Ernst Kummer (1810-1893), matematiker.
- Max von Laue (1879-1960), fysiker och nobelpristagare.
- Ferdinand Lassalle (1825-1864), socialistisk politiker.
- Wassily Leontief (1905-1999), rysk-amerikansk ekonom och nobelpristagare.
- Karl Richard Lepsius (1810-1884), egyptolog och språkforskare.
- Daniel Libeskind (född 1946), arkitekt och hedersdoktor vid HU.
- Karl Liebknecht (1871-1919), marxistisk revolutionär.
- Franz von Liszt (1851-1919), jurist och liberal politiker.
- Gesine Lötzsch (född 1961), politiker, ordförande för Die Linke 2010-2012.
- Herbert Marcuse (1989-1979), tysk-amerikansk filosof och sociolog.
- Karl Marx (1818-1883), nationalekonom och samhällsvetare, författare till det kommunistiska manifestet.
- Ernst Mayr (1904-2005), evolutionsbiolog.
- Franz Mehring (1846-1919), socialdemokratisk politiker och historiker.
- Lise Meitner (1878-1968), österrikisk-svensk kärnfysiker.
- Eilhard Mitscherlich (1794-1863), kemist och mineralog.
- Theodor Mommsen (1817-1903), historiker och nobelpristagare i litteratur.
- Johannes Peter Müller (1801-1858), biolog och fysiolog.
- Walther Nernst (1864-1941), fysiker och kemist, nobelpristagare i kemi.
- Wilhelm Pfeffer (1845-1920), botaniker.
- Max Planck (1858-1947), teoretisk kvantfysiker och nobelpristagare.
- Hugo Preuss (1860-1925), statsvetare och liberal politiker.
- Robert Prutz (1816-1872), författare, dramatiker och publicist.
- Wilhelm Raabe (1831-1910), författare.
- Johann Christian Reil (1759-1813), läkare, grundare av psykiatrin
- Leopold von Ranke (1795-1886), historiker.
- Ferdinand von Richthofen (1833-1905), geograf och forskningsresande.
- Karl Rosenkranz (1805-1879), filosof.

### S-Z

Arthur Schopenhauer

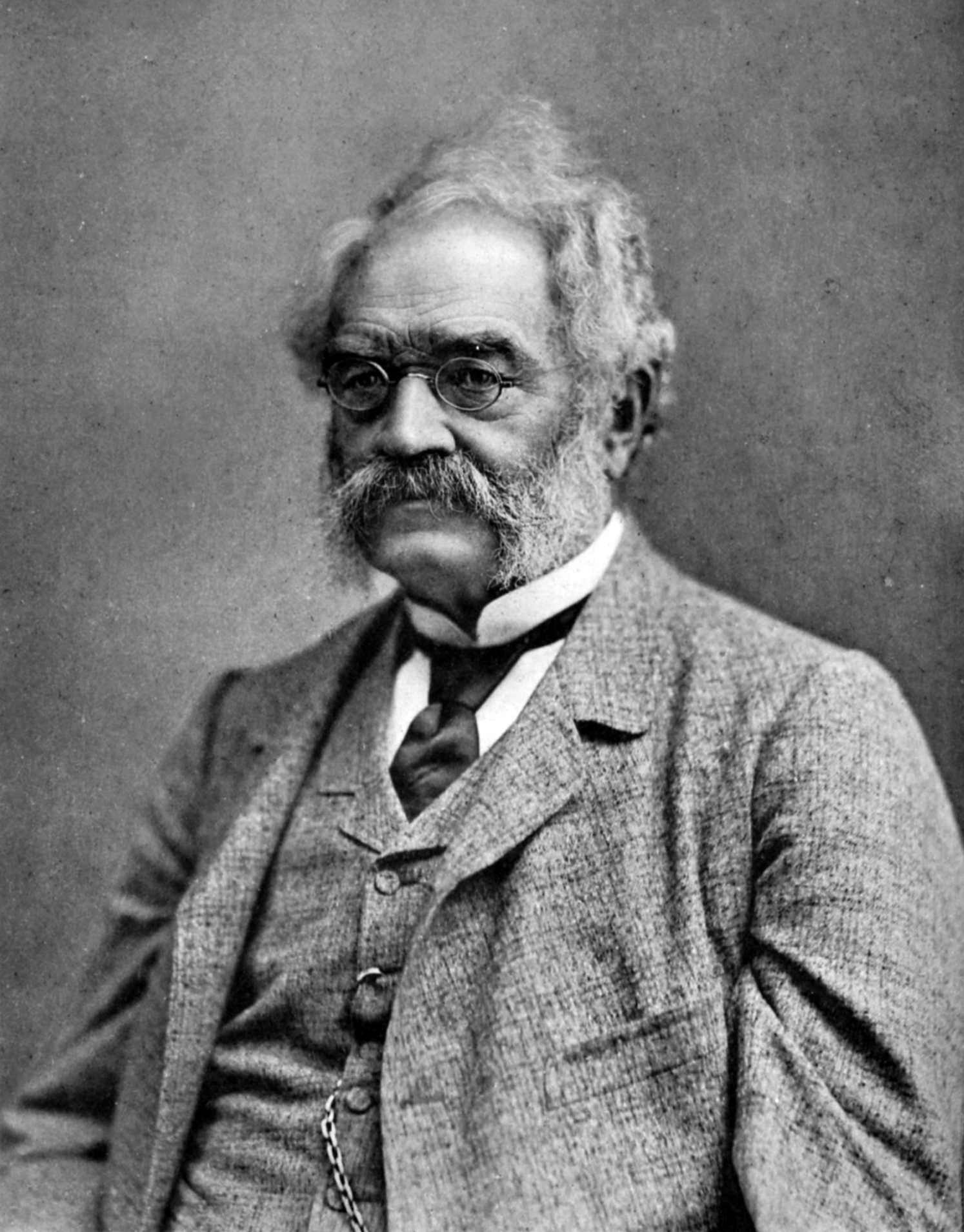
Werner von Siemens

- Karl Friedrich von Savigny (1814-1875), politiker och diplomat.
- Friedrich von Schelling (1775-1854) , filosof.
- Friedrich Schleiermacher (1768-1834), teolog.
- Johannes Schmidt (1843-1901), språkforskare.
- Arthur Schopenhauer (1788-1860), filosof.
- Erwin Schrödinger (1887-1961), österrikisk teoretisk kvantfysiker, nobelpristagare.
- Klaus Schütz (född 1926), SPD-politiker och Berlins regerande borgmästare 1967-1977.
- Robert Schuman (1886-1963), politiker, Frankrikes premiärminister 1947-1948.
- Werner von Siemens (1816-1892), uppfinnare och industrialist, hedersdoktor vid HU.
- Georg Simmel (1858-1918), filosof och sociolog.
- Werner Sombart (1863-1941), sociolog och nationalekonom.
- Hans Spemann (1869-1941), biolog och nobelpristagare i fysiologi/medicin.
- Max Stirner (1806-1856), filosof och journalist.
- Albrecht Thaer (1752-1828), agronom.
- Franz Theremin (1780-1846), teolog.
- Kurt Tucholsky (1890-1935), författare och publicist.
- Karl Heinrich Ulrichs (1825-1895), jurist och aktivist för homosexuellas rättigheter.
- Ignaz Urban (1848-1931), botaniker.
- Mario Vargas Llosa (född 1936), peruansk-spansk författare och politiker, hedersdoktor vid HU.
- Rudolf Virchow (1821-1902), läkare, arkeolog och politiker, grundare av patologin.
- Otto Warburg (1883-1970), biomedicinare och nobelpristagare.
- Karl Weierstrass (1815-1897), matematiker.
- Wilhelm Wien (1864-1928), fysiker och nobelpristagare.
- Ulrich von Wilamowitz-Moellendorff (1848-1931), filolog.
- Richard Willstätter (1872-1942), kemist och nobelpristagare.
- Dietmar Woidke (född 1961), socialdemokratisk politiker, ministerpresident i Brandenburg.
- Heinrich Wölfflin (1864-1945), konsthistoriker.